# Kawasaki W650

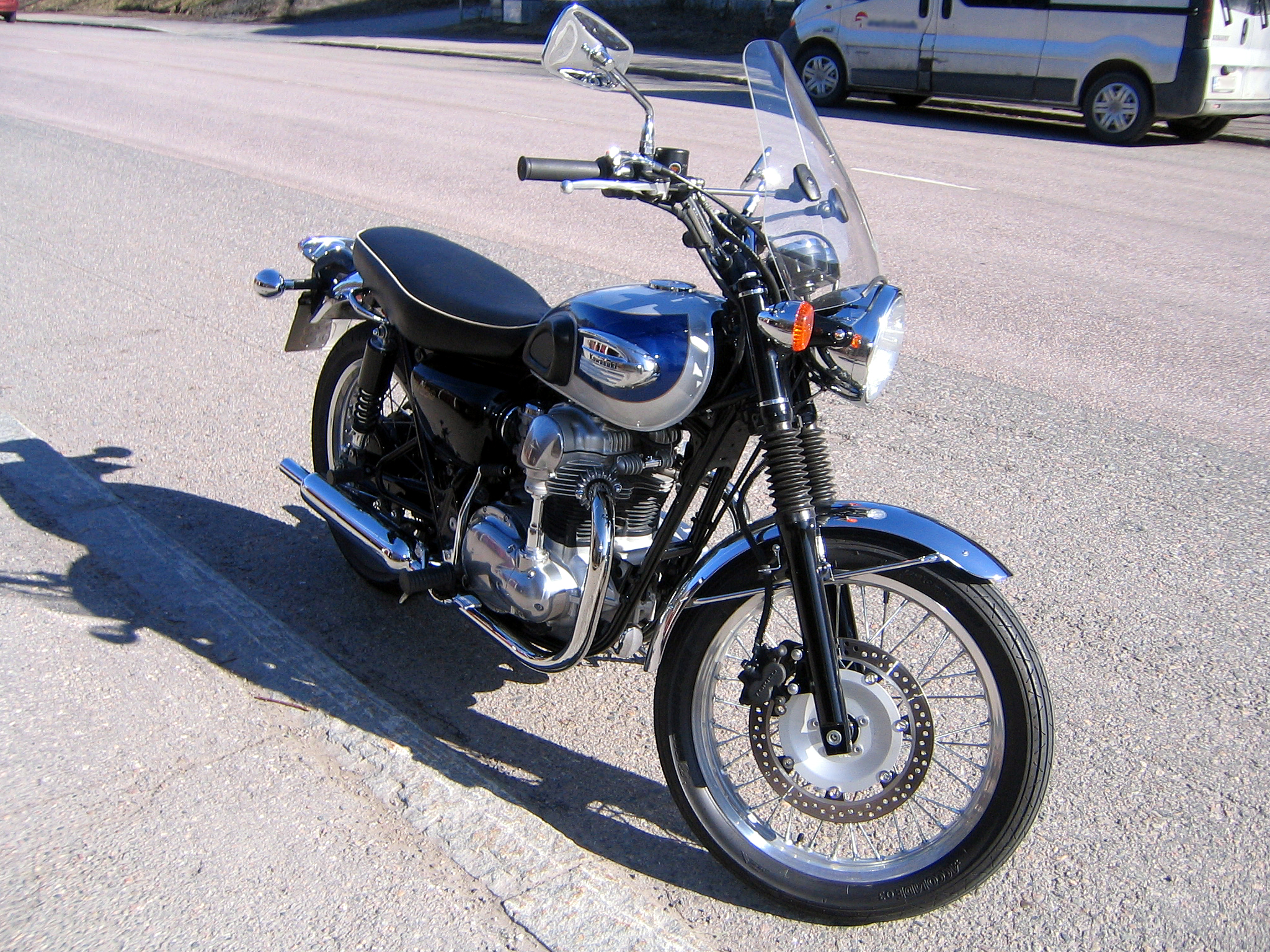
La parte derecha de la motocicleta muestra el característico eje que del carter sube al árbol de levas.Esta combinación de color se llama "Galaxy Silver/Luminous Boralis Blue" (2000).

Kawasaki ha fabricado la W650 desde 1999. Es una moto de aspecto "retro" diseñada para recordar la apariencia y sonido de las motocicletas bicilíndricas británicas de la década de los 60 del siglo XX, tal como la Triumph Bonneville. La "W" en este modelos hace referencia a otros modelos de la empresa fabricados entre 1967 y 1975 (Kawasaki serie W, W1, W2 y W3)
En Estados Unidos y Canadá la W650 se importó desde 1999 hasta 2006. Con poco éxito comercial en los dos países y con la introducción de la Triumph Bonneville también de aspecto retro hizo que las ventas de esta moto se centrasen en Europa donde se vendió hasta 2008 y Japón donde se vendió hasta 2009 año en el que cesa su producción.
Kawasaki dio a la W650 un motor de carrera larga de 72 mm x 80 mm con el fin de imitar el carácter de los históricos motores de dos cilindros paralelos británicos.

## Historia
La Kawasaki W650 fue diseñada como homenaje a la motocicletas británicas de principio de los años 60 del siglo XX. El diseño está inspirado en la Triumph Bonneville. Sin embargo, mientras las motocicletas bicilíndricas británicas de ese período tenían el árbol de levas en el carter, la W650 los tiene en cabeza, encima de los cilindros, similares a los utilizados en los 60 en motores monocilíndricos de Ducati y Velocette.
En 1999, después del éxito conseguido con el modelo Zephyr también de estilo retro, Kawasaki produjo la W650, con modernas tecnologías como un árbol de equilibrado para disminuir las vibraciones, equipo eléctrico moderno, y árbol de levas en cabeza con engranajes cónicos. Este árbol de levas es el primero desde el período entre 1972 y 1980 en que Ducati lo usó en sus motores bicilíndricos en uve. Por ello puede haber sido la primera que incorporó este sistema en un motor bicilíndrico paralelo.

## Características
Retro:
- Ángulo de bielas en el cigüeñal de 360°
- 72 mm × 80 mm de carrera. Motor de carrera larga
- Guardabarros cromados
- Protector de barras delanteras de caucho
- Relojes tipo Smiths
- Llantas de acero con radios
- Escape "peashooter". Textualmente "lanzador de guisantes" por su estrechamiento final.
- Arranque a pedal

Moderno:
- Ocho válvulas
- Cuentakilómetros digital
- Medidor de velocidad y cuentarevoluciones electrónico
- Ganchos para sujetar bultos
- Caballete central
- Asiento con cierre por cerradura
- Bloqueo de la columna de dirección
- Localizador de punto muerto
- Arranque eléctrico
- Freno delantero de disco
- Sistema de calentado de carburadores

## Otras especificaciones
- Precio de venta en EE. UU. 6500 dólares
- Refrigerado por aire, SOHC, 4 válvulas por cilindro, dos cilindros verticales paralelos
- Relación de compresión 8,7:1
- Arranque eléctrico y a pedal
- Encendido digital CDI
- Dos carburadores Keihin CVK34 con sistema K-TRIC.
- Cinco velocidades
- Transmisión por cadena
- sistema de localización de punto muerto
- Neumáticos: delantero 100/90×19 trasero 130/80×18
- Freno delantero: hidráulico con un solo disco de 300 mm
- Freno trasero: tambor de 160 mm
- Capacidad de aceite del carter: 3 L
- Peso en seco: 195 kg
- Colores en el mercado canadiense: Galaxy Silver/Luminous Polaris Blue o Luminous Vintage Red, Pearl Ivory
- Otros colores disponibles en Europa y Japón: (Ebony/Pearl Luster Beige, Candy Cardinal Red/Metallic Champagne-Gold).